# مقاومة الشيوعية في بولندا (1944–1946)
مقاومة الشيوعية في بولندا (ويطلَق عليها أيضًا اسم التمرد البولندي على الشيوعية) كانت نزاعًا مسلحًا نشب بين عام 1944 وعام 1946، بجهود حركة المقاومة السرية البولندية، ضد استحواذ الاتحاد السوڤييتي على بولندا عند نهاية الحرب العالمية الثانية في أوروبا. كانت حرب العصابات التي شنتها حركة المقاومة التي تشكلت في أثناء الحرب تتضمن مجموعة من الهجمات العسكرية على: سجون شيوعية، ومكاتب أمن الدولة، ومنشآت احتجاز المعتقلين السياسيين، ومعسكرات الاعتقال التي أقامتها السلطات الستالينية في جميع أنحاء البلد.
في شهر يناير من عام 1945 أعلنت الحكومة الموالية للاتحاد السوڤييتي التي نصبها الجيش الأحمر الذي كان متقدمًا حينئذ أن حركة المقاومة البولندية المضادة للنازية -التي كانت متألفة أساسًا من الجيش الوطني البولندي (باللغة البولندية: Armia Krajowa)- حركة «خارجة عن القانون»، وأمرت أعضاءها الناجين بالإعلان عن أنفسهم، على أن تضمن لهم حريتهم وسلامتهم. قرر كثير من مقاتلي الحركة السرية خفض أسلحتهم وتسجيل أنفسهم، لكنهم بعد أن فعلوا ذلك قُبض على أغلبهم وأودعوا في السجون. تعرض آلاف منهم للتعذيب، ثم رُحل بعضهم إلى معسكرات اعتقال غولاغ في الاتحاد السوڤييتي، وحُكم على آخرين في محاكمات كنغرية، وقُتلوا بعيدًا عن الأنظار بعد ضرب مبرح قاس (انظر مسارح جرائم أورزكيسكو باران ضمن غيرها من المسارح).
نتيجة لذلك القمع، سرعان ما انعدمت ثقة أعضاء الجيش الوطني بالحكومة الجديدة، وتجمع بعضهم من جديد في السر، لمقاومة المحتلين السوڤييتيين الجديدين. شكلوا عديدًا من مجموعات مقاومة ما بعد الجيش الوطني، مثل جماعة الحرية والسيادة (باللغة البولندية: Wolność i Niezawisłość)، وحرروا مئات من المساجين السياسيين. صار يُطلق عليهم اسم «الجنود الملاعين» للحركة السرية البولندية، وفي نهاية المطاف قَبضت على كثير منهم وقتلتهم الأجهزة الأمنية وفِرق إعدام خاصة.

## الهجوم السوڤييتي غربًا عبر بولندا المحتلة
في ليلة يومي 3 و4 من شهر يناير عام 1944 عبَر الجيش الأحمر السوڤييتي الحدود الشرقية السابقة للجمهورية البولندية الثانية، عند منطقة فولينيا (منطقة واقعة بالقرب من قرية روكيتنو). في غضون بضعة شهور دفع السوڤييتيون بِالفيرماخت نحو الغرب، حتى وصلوا إلى خط نهر فيستولا في يوم 24 من يوليو عام 1944. توقف الاتحاد السوڤييتي عن التقدم قبل مدينة وارسو بقليل، في حين كان الجيش الوطني البولندي يحاول تحرير العاصمة البولندية من النازيين قبل هجوم الجيش الأحمر السوڤييتي. بعد 63 يومًا كان قد قُضي على انتفاضة وارسو التي شنتها قوات موالية للحكومة البولندية التي كانت منفية في لندن.